# A Marca de Atena
The Mark of Athena (traduzido no Brasil e em Portugal como A Marca de Atena) é um romance de fantasia inspirado na mitologia greco-romana escrito por Rick Riordan. É o terceiro livro da série Os Heróis do Olimpo, que sucede a série Percy Jackson & the Olympians. Foi lançado nos Estados Unidos em 2 de outubro de 2012, no Brasil em 3 de maio de 2013 e em Portugal no dia 15 de abril de 2015.
Nesta história, Riordan continua usando a narração em terceira pessoa, onde os capítulos são contados através do ponto de vista de Annabeth Chase, uma filha semideusa de Atena, a deusa grega da sabedoria, que parte pela busca da Atena Partenos, estátua que traria paz entre os romanos e gregos, além pelo de Percy Jackson, filho de Poseidon, de Piper McLean, filha de Afrodite e de Leo Valdez, filho de Hefesto, que juntamente com os outros semideuses da nova grande profecia (Jason Grace, Hazel Levesque e Frank Zhang), tentam encontrar Nico Di Angelo, que foi capturado pelos gigantes Oto e Efialtes.
O livro foi publicado originalmente pela Disney Hyperion, com a capa sendo projetada pelo ilustrador John Rocco. Com uma impressão inicial de três milhões e meio de cópias, o livro foi lançado em capa dura, bem como em áudio e e-book, sendo traduzido para 37 idiomas. A versão brasileira ficou ao encargo da editora Intrínseca, enquanto a portuguesa da editora Planeta.
O livro recebeu críticas mistas, tendo sido destacado principalmente o desenvolvimento dos personagens e o cliffhanger no final da história, mas foi criticado pelas subtramas românticas "forçadas" e por ser igual a seus antecessores. Durante sua primeira semana, A Marca de Atena vendeu cerca de 240 000 cópias, tendo alcançado posteriormente o topo da lista de best-sellers do The New York Times, USA Today e do The Wall Street Journal, conquistando ainda o Goodreads Choice Award de melhor livro infanto-juvenil de 2012.

## Desenvolvimento e promoção
Duas semanas após The Son of Neptune ser lançado, Rick Riordan anunciou em seu website que já estava trabalhando na sequência da série Os Heróis do Olimpo, tendo começado a escrever A Marca de Atena. Em 1 de junho de 2012, ele revelou a capa, mostrando Jason Grace e Percy Jackson prontos para se atacarem. Em 31 de maio de 2012, durante sua turnê para promover The Serpent's Shadow, o último livro da trilogia The Kane Chronicles, Riordan leu parte do primeiro capítulo do livro.
Em entrevista a Entertainment Weekly, o autor afirmou que seu maior desafio para escrever o livro foi juntar todas as histórias dos personagens em um único lugar. No entanto, afirmou que a história principal seria sobre Annabeth Chase, agora a partir do seu próprio ponto de vista. Ele destacou a personagem, presente desde o começo da série Percy Jackson & the Olympians, mas sempre vista pela perspectiva de Percy. Segundo ele, o livro "exploraria os sentimentos de Annabeth, o porque da sua mãe – a deusa Atena, precisar dela, e como ela poderia entrar em acordo com seu destino."
Como forma de promoção, a Disney Hyperion, editora responsável pela sua publicação, lançou em 5 junho de 2012 o website "GreeksvsRomans.com", juntamente com o slogan "De qual acampamento você faz parte?", a fim de fazer os leitores vestirem camisetas laranjas para mostrar sua filiação ao Acampamento Meio-Sangue ou camisetas roxas para mostrar que estavam do lado do Acampamento Júpiter, respectivamente.

## Sinopse
A filha da sabedoria caminha solitária
A Marca de Atena por toda Roma é incendiária
Gêmeos ceifaram do anjo a vida
Que detém a chave para a morte infinita
A ruína dos gigantes se apresenta dourada e pálida
Conquistada por meio da dor de uma prisão tecida

Profecia recitada por Ella.
Seis meses após os acontecimentos de The Lost Hero, Leo Valdez construiu um trirreme, intitulado de Argo II, para os sete semideuses da nova grande profecia a utilizarem em sua viagem rumo à Grécia a fim de impedir que Gaia, a deusa primordial da terra, desperte. Ele, Jason Grace, Piper McLean e Annabeth Chase, acompanhados pelo treinador Hedge, chegam ao Acampamento Júpiter para encontrarem-se com Percy Jackson e os semideuses romanos. A pedido de Percy, Frank Zhang e Hazel Levesque são escolhidos como seus representantes, ao lado de Jason, para acompanhar os semideuses gregos. Annabeth, ao ter uma conversa com Reyna, a pretora do acampamento, revela que, a fim de unir os semideuses gregos e romanos contra Gaia, eles primeiro precisam recuperar a Atena Partenos, uma estátua gigante de Atena que foi roubada pelos romanos na antiguidade, sendo escondida em algum lugar em Roma. A estátua só pode ser encontrada pelos filhos da deusa com a ajuda da "marca de Atena"; no entanto, ainda ninguém tinha completado a missão com sucesso. Um eidolon enviado por Gaia possui Leo e o obriga a disparar contra o acampamento, incitando o áugure Octavian a convencer os romanos que os gregos eram uma ameaça e precisavam ser destruídos.
Os sete semideuses escapam do Acampamento Júpiter no Argo II e pousam brevemente perto do Great Salt Lake para procurar bronze celestial, o qual roubaram de Narciso. Durante a busca, Leo se encontra com Nêmesis, a deusa grega da vingança, que o presenteia com um biscoito da sorte, o qual ela afirma que iria ajudá-lo mais tarde, mas com consequências. Posteriormente, Gaia faz dois eidolons possuírem Percy e Jason, mas eles são libertados através do charme usado por Piper. Hazel também descobre que seu irmão Nico Di Angelo está sendo mantido refém pelos gigantes Oto e Efialtes, enquanto ele tentava encontrar as Portas da Morte a partir do Tártaro; no entanto, Jason e Leo ficam hesitantes em salvá-lo.
Depois de chegarem à Europa, os semideuses encontram Hércules, que lhes dá um teste para passar pelo Estreito de Gibraltar: eles precisavam vencer Aqueloo e arrancar o seu único chifre. Piper conseguiu derrotar o deus, mas para se vingar de Hércules, ela o soterrou com comida saída do chifre. Finalmente chegando em Roma, o grupo se divide, com Hedge tomando conta o navio, Percy, Jason e Piper indo para o Coliseu, Frank, Hazel e Leo procurando por Nico e Annabeth tentando encontrar a Atena Partenos.
Percy e Jason descobrem a localização de Nico, mas são confrontados por Oto e Efialtes, que os enfrenta dentro do Coliseu, sendo assistidos de longe por Baco. Depois dos heróis neutralizarem os dois, o deus dá o golpe final e reivindica a vitória, salvando Nico no processo. Frank, Hazel e Leo são presos pelos eidolons no subterrâneo da cidade, e Leo decide usar seu biscoito da sorte, que sugere que ele faça uso da esfera de Arquimedes encontrada lá para salvá-los e para prender os eidolons. Annabeth, tem que atravessar uma variedade de desafios projetados, até confrontar Aracne, a última guardiã da estátua. Ela consegue enganá-la ao colocá-la em uma algema chinesa tecida pelo próprio monstro.
Os outros semideuses usam o Argo II para jogar Aracne no Tártaro, localizado imediatamente abaixo deles. No entanto, enquanto eles tentam retirar a Atena Partenos daquele lugar, Aracne usa sua seda restante para prender os pés de Annabeth e puxá-la para baixo com ela. Percy tenta salvá-la, mas também é arrastado. Antes de ambos caírem, Percy pede a Nico para encontrá-los no outro lado das Portas da Morte, na Grécia.

## Personagens principais

Segundo Rick Riordan, a história principal de A Marca de Atena era sobre Annabeth Chase.

- Annabeth Chase: Filha semideusa de Atena, a deusa grega da sabedoria. Antes de irem para o Acampamento Júpiter, sua mãe lhe dá uma coruja, a marca de Atena, e pede para Annabeth segui-la e vingá-la.[11] Durante sua viagem, a garota descobre que o objeto de sua procura é a Atena Partenos, uma antiga estátua perdida desde a antiguidade e que é o único meio de trazer a paz entre os semideuses gregos e romanos.[12] Annabeth se separa de seus amigos e descobre que a estátua estava na posse de Aracne em uma câmara no subsolo de Roma e próxima do Tártaro.[13] Depois de derrotar o monstro e recuperar a Atena Partenos, ela se reúne com o grupo; no entanto, Aracne ainda consegue arrastar Annabeth e Percy para o Tártaro junto consigo.[14]
- Percy Jackson: Filho semideus de Poseidon, que é o principal protagonista da série Percy Jackson & the Olympians. Depois de recuperar a memória e se tornar no pretor do Acampamento Júpiter no livro anterior,[15] ele, Frank e Hazel se reúnem com seus amigos gregos abordo do Argo II e partem para Roma.[16] No meio do caminho, dois eidolons possuem Percy e Jason, que os fazem se atacar, mas são salvos por Piper.[17] Com a ajuda dos seus colegas e de Baco, eles conseguem libertar Nico di Angelo da posse de Oto e Efialtes.[18]
- Leo Valdez:  Filho semideus de Hefesto, o deus grego do fogo e das forjas. Foi o projetor do trirreme Argo II, no qual usou o resto de seu dragão autômato Festus para construí-lo.[19] Quando a equipe chegou no Acampamento Júpiter, um eidolon o possuí e o faz atirar contra os romanos.[20] Depois de escaparem, ele e Hazel se encontram com a deusa Nêmesis, que oferece a ele um biscoito da sorte, dizendo-lhe para usar aquilo em um momento de necessidade, mas com um custo.[21] Depois de chegarem no Panteão, Leo descobre uma sala com trabalhos incompletos de Arquimedes, no qual ele toma possa da esfera do inventor.[22] Para escapar eidolons que perseguiam ele, Hazel e Frank, quebrou o biscoito, revelando um código para ativar o artefato.[23] Leo ainda ajudou a resgatar Jason e Percy do Coliseu.[18]
- Piper McLean: Semideusa grega filha de Afrodite. Com seu poder de charme, conseguiu libertar Percy e Jason da possessão de eidolons e arrancar o chifre de Aqueloo para completar a missão de Hércules para passar pelo Estreito de Gibraltar.[17] [24] Além disso, protegeu Nico enquanto Percy e Jason lutavam contra os gigantes.[18] Também possuía Katoptris, uma adaga na qual tinha vislumbres do futuro.[25]
- Jason Grace:  Semideus filho de Júpiter, a versão romana de Zeus. É salvo por Piper depois de ser possuído por um eidolon.[17] Antes de chegarem definitivamente na Europa, o grupo é parado por Hércules, que lhes dá um teste para passar pelo Estreito de Gibraltar. Com a ajuda de Jason e Piper, eles conseguiram arrancar o chifre de Aqueloo e derrotar Hércules enterrando-o com a comida saída do chifre.[24] Jason também ajudou a matar Oto e Efialtes.[18][14]
- Frank Zhang: Semideus filho de Marte, o aspecto romano de Ares. Frank usa sua habilidade de se transformar em animais e vira um dragão para salvar Jason e Piper dos semideuses romanos.[26] Voltou a usar seu poder no Aquário da Geórgia e se transformou em uma carpa dourada para poder respirar dentro de um tanque de água depois dele e Percy serem capturados por Fórcis.[27] No Mar Mediterrâneo, também ajudou Percy a derrotar Crisaor e seus capangas depois de virar um "golfinho louco".[28] Ele ainda se transformou em uma doninha para tirar Leo e Hazel do subsolo de Roma.[18]
- Hazel Levesque: Filha semideusa de Plutão, a versão romana de Hades. Ela e seu cavalo Árion causam uma distração para seus amigos fugirem do Acampamento Júpiter.[20] No Great Salt Lake, ela e Leo conseguem roubar uma placa de bronze celestial de Narciso para consertar o Argo II.[29] No Oceano Atlântico, Hazel mostra uma visão de seu passado para Leo, revelando que Sammy Valdez, sua antiga paixão de quando ela vivia em 1942, era o avô dele.[30] Os dois ainda usam fogo grego para espantar o Camarãozilla.[31] A garota também tem o poder de orientação debaixo da terra e guia seus colegas pelo subsolo.[32]
- Nico di Angelo - Semideus grego filho de Hades. Ele é preso por Oto e Efialtes em um jarro de bronze depois de procurar a Casa de Hades para fechar as Portas da Morte no Tártaro.[18] Sua única forma de sobreviver era comendo uma semente de romã por dia.[33] Depois de ser resgatado por Percy e Jason, ele explica que a única forma de fazer os monstros pararem de ressuscitar era fechando estes portões pelos mundos inferior e mortal ao mesmo tempo.[18] Depois de Annabeth e Percy caírem no Tártaro, este último pede para Nico e os outros semideuses procurarem as Portas da Morte no lado mortal, enquanto os dois também procurariam por ela no mundo inferior.[14]

## Lançamento
Em 27 de setembro de 2012, Riordan confirmou que A Marca de Atena teria uma primeira impressão de três milhões e meio de cópias. O livro foi lançado originalmente nos Estados Unidos em versões capa dura, áudio e e-book em 2 de outubro de 2012. O título foi publicado no Brasil pela editora Intrínseca em 26 de abril de 2013 e em Portugal pela Planeta em 15 de abril de 2015. Ao todo, o livro foi traduzido para 37 idiomas e lançado em 36 países.
Na sua primeira semana, A Marca de Atena vendeu cerca de 240 000 cópias, a segunda melhor estreia de um livro em 2012. Além disso, ficou em primeiro lugar na lista de best-sellers do The New York Times, USA Today e do The Wall Street Journal, acabando como o décimo terceiro livro mais vendido do ano segundo a Amazon. No Brasil, a publicação também ocupou a posição de livro de ficção mais vendido no país segundo a revista Veja.

## Recepção crítica
O romance foi recebido com críticas mistas. Meann Ortiz do GMA Network disse que era interessante ver os personagens crescerem em outro capítulo da série Os Heróis do Olimpo. Ele também elogiou o cliffhanger no final do livro, mas criticou as subtramas românticas, considerando-as forçadas. Por fim, Ortiz achou cansativo o formato de narração com múltiplas perspectivas e observou que o enredo era semelhante ao dos livros anteriores, comentando: "isso é a prova das habilidades de Riordan de que os livros dele nunca acabam sendo muito chatos e previsíveis". Um colaborador do The Guardian foi mais positivo, chamando o livro de "o melhor da série até agora", no qual elogiou os seus "momentos divertidos", enquanto notou que o formato de perspectiva era desequilibrado, favorecendo Annabeth, Percy e Jason.
Escrevendo para o Seattle Post-Intelligencer, Harry Thomas elogiou o mundo mitológico construído por Riordan e a sua narração com diferentes pontos de vista, embora tenha estranhado o autor usar apenas os semideuses romanos para contar a história. Thomas concluiu a análise dizendo que embora seus personagens "não tenham apelo universal como os bruxos de J.K. Rowling, eles são uma excelente opção para jovens leitores em busca de novos heróis, agora que Rowling escreve ficção adulta". Já para Karen Rought do Hypable, o livro manteve um tom equilibrado, apesar dela ter considerado o desenvolvimento da relação entre todos os personagens cansativo. Concluindo sua análise, ela comentou que as vezes o humor presente não se adequava com algumas situações por conta dos heróis já "serem quase adultos".
Nas resenhas em português, A Marca de Atena recebeu avaliações altamente positivas. Renata Carvalho do Sobre Sagas elogiou a alternância dos pontos de vista, a cena do reencontro de Percy e Annabeth e o uso da rixa entre gregos e romanos como pano de fundo. Lucas Zeferino do Estante Nerd destacou a história como um todo, dando destaque especialmente para o enredo de Annabeth. No entanto, ele achou algumas das soluções para os problemas apresentados muito mirabolantes. Philip Rangel do Entrando Numa Fria também destacou a história, especialmente a escrita de Riordan. Já para Gabriel Utiyama do canal do Youtube Cabine Literária, o livro cumpriu seu objetivo apesar de usar "a mesma fórmula" das publicações anteriores do autor.
A Marca de Atena também ganhou o Goodreads Choice Award de melhor livro infanto-juvenil de 2012.

## Continuação
A sequência do livro, intitulado A Casa de Hades, foi anunciado por Rick Riordan em 20 de outubro de 2012. Na BookExpo America em maio de 2013, ele revelou a capa e a sinopse inicial, indicando que Percy e Annabeth se aventurariam no Tártaro para encontrar a saída e as Portas da Morte, enquanto os outros heróis a procuram pelo mundo mortal. Em 8 de agosto, também foi relavado uma turnê de promoção nos Estados Unidos durante o mês de outubro. Um dia depois, o primeiro capítulo do livro foi divulgado online.
A Casa de Hades foi lançado em 8 de outubro de 2013 com uma impressão inicial de dois milhões e meio de cópias. O título vendeu 350 000 unidades na primeira semana, valor 26% maior do que A Marca de Atena conseguiu no mesmo período. O lançamento de A Casa de Hades no Brasil foi feito pela editora Intrínseca e ocorreu no mesmo dia da publicação americana. Já a edição portuguesa foi disponibilizada pela Planeta e lançada em 8 de outubro de 2015. O último livro da série Os Heróis do Olimpo – O Sangue do Olimpo – foi lançado em 7 de outubro de 2014.